# Chris Nilsen
Christopher "Chris" Nilsen (født 13. januar 1998 i Kansas City i den del af byen, der ligger i Missouri) er en stangspringer fra USA.
Han vandt en sølvmedalje i stangspring ved sommer-OL 2020 i Tokyo.